# Produktfarben der Deutschen Bundesbahn

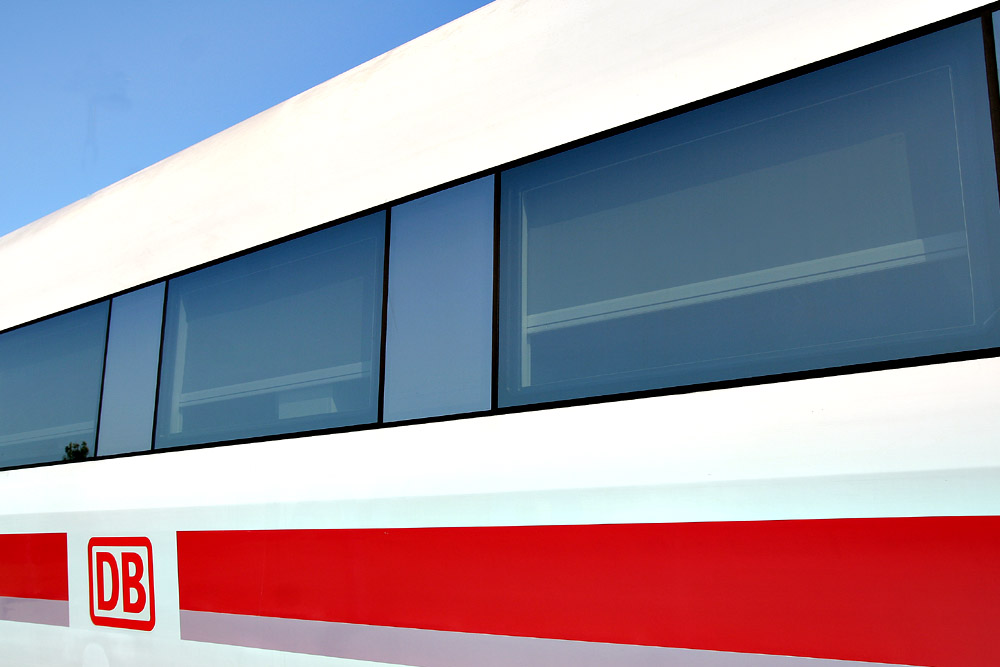
ICE mit zweifarbigem Streifen

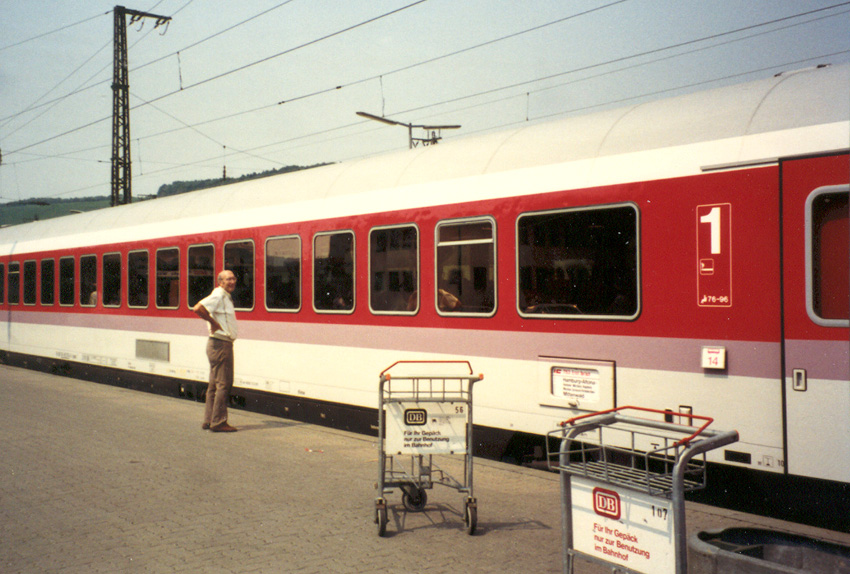
Orientroter Intercity-Wagen

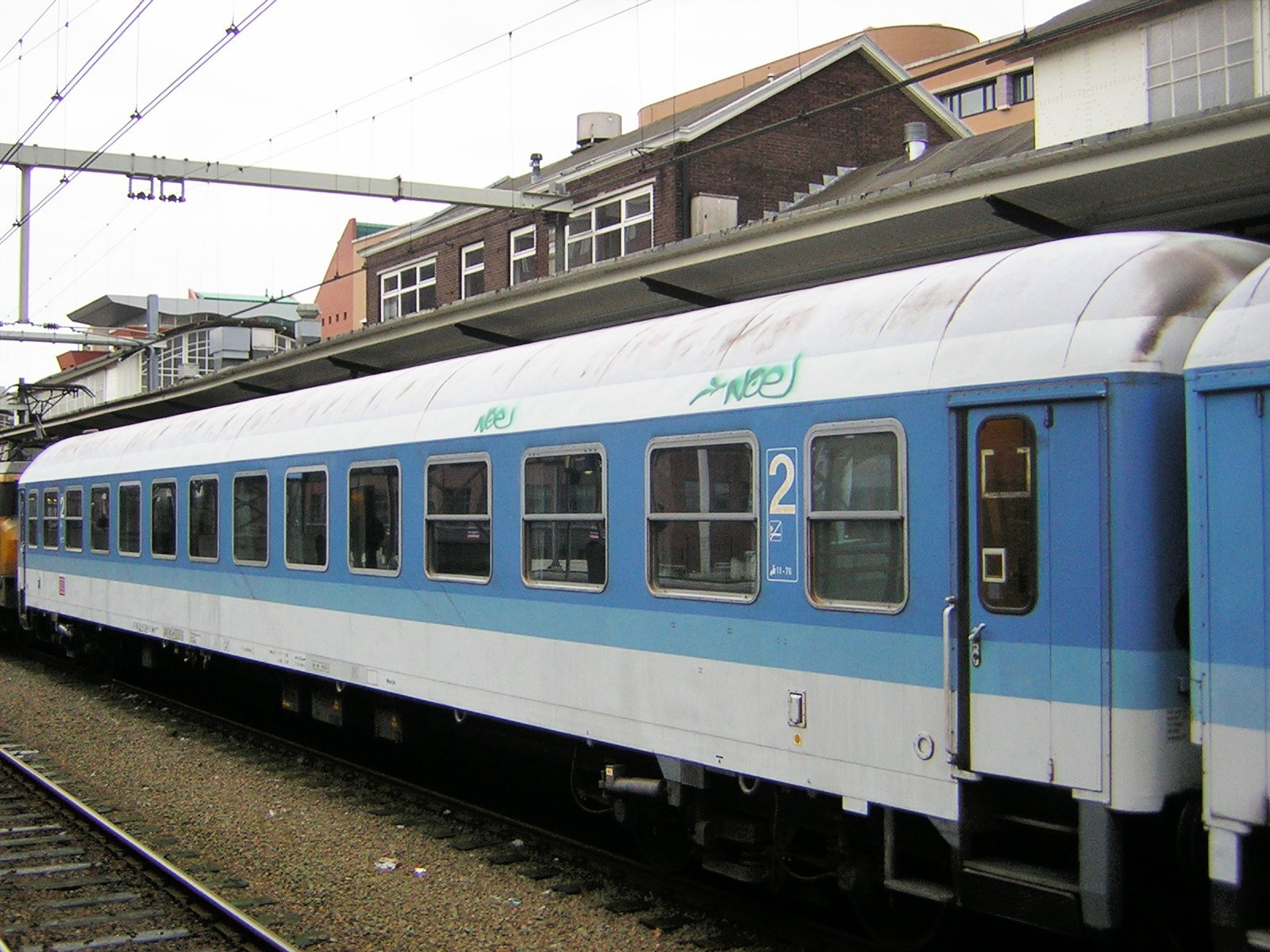
Fernblauer Interregio-Wagen

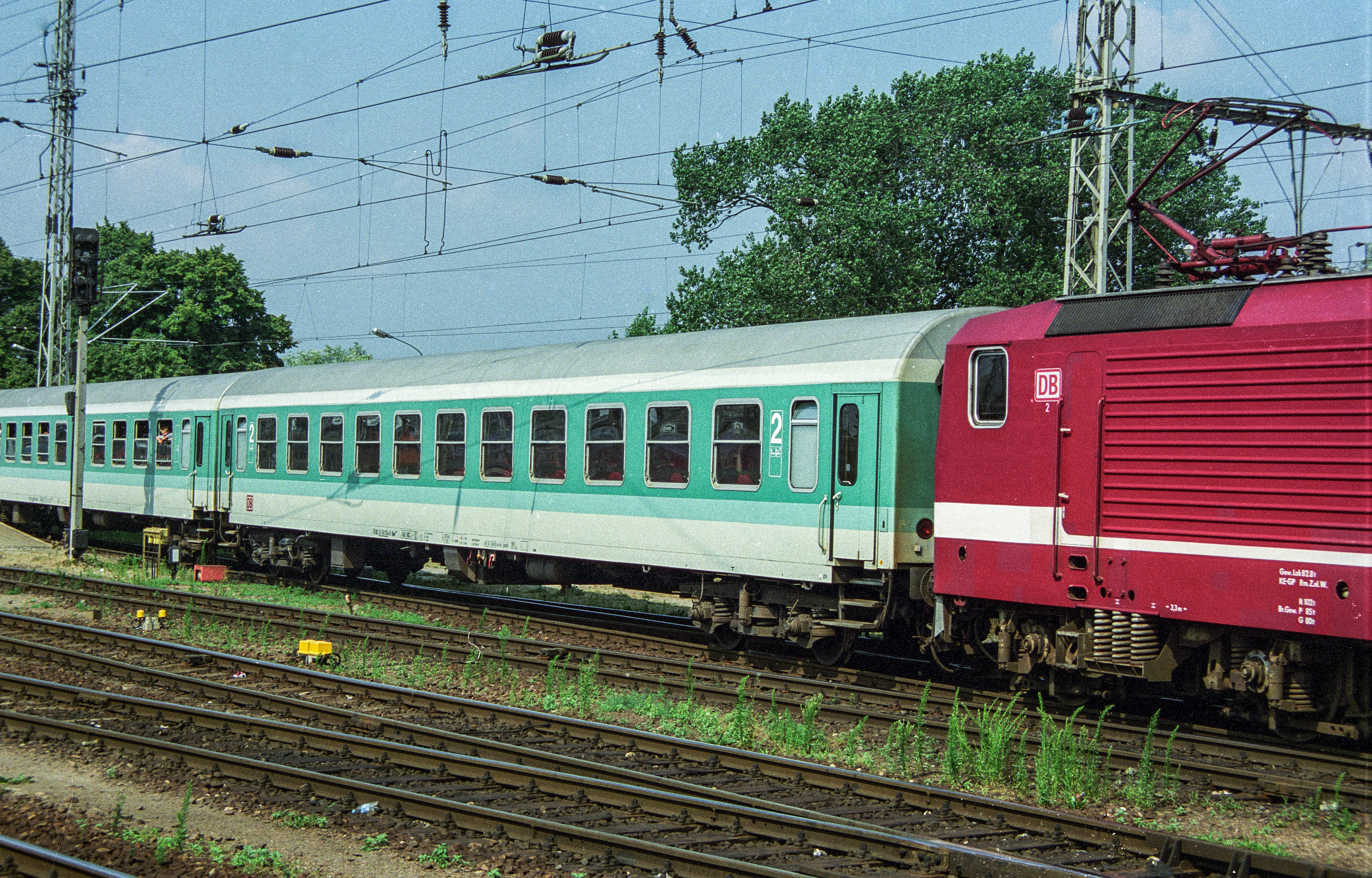
Minttürkiser Nahverkehrswagen

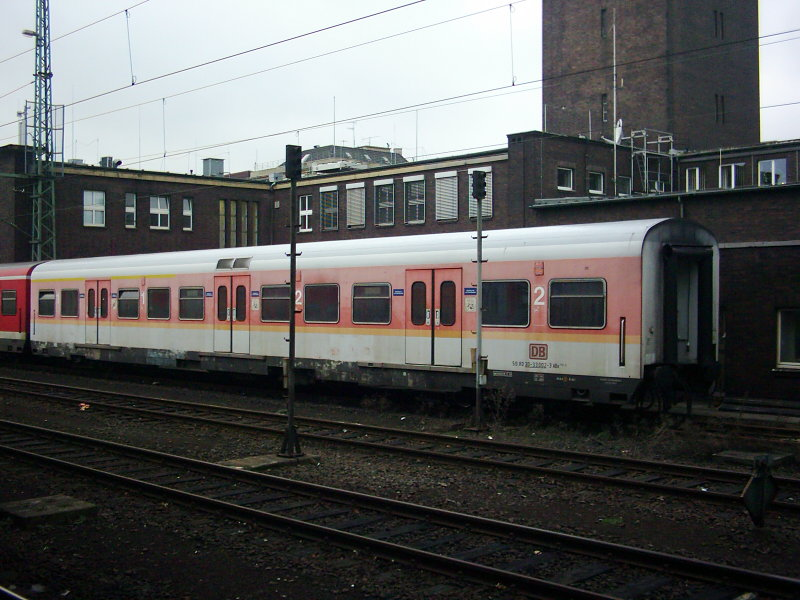
Lachsoranger S-Bahn-Wagen

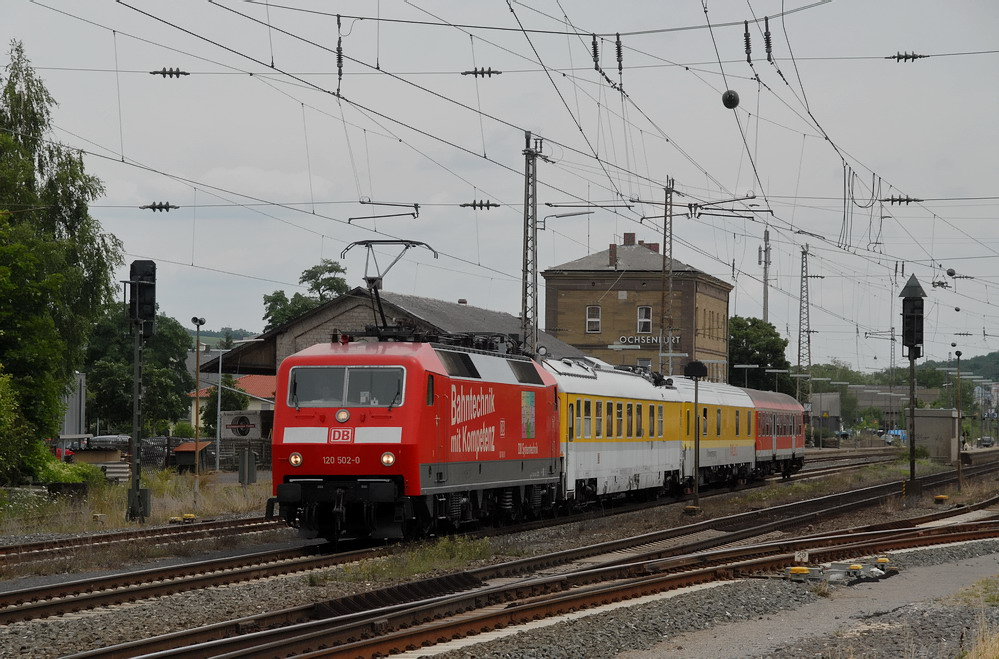
Gelbe Gleismesswagen mit zwei unterschiedlichen Lackierungsvarianten

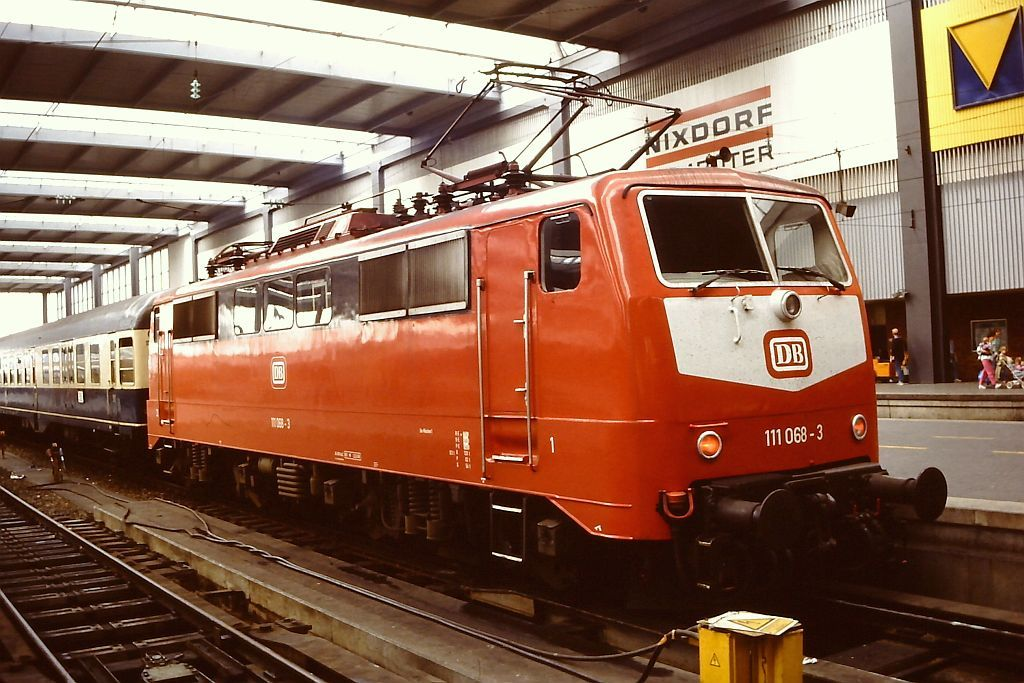
Orientrote Lokomotive (111 068-3)

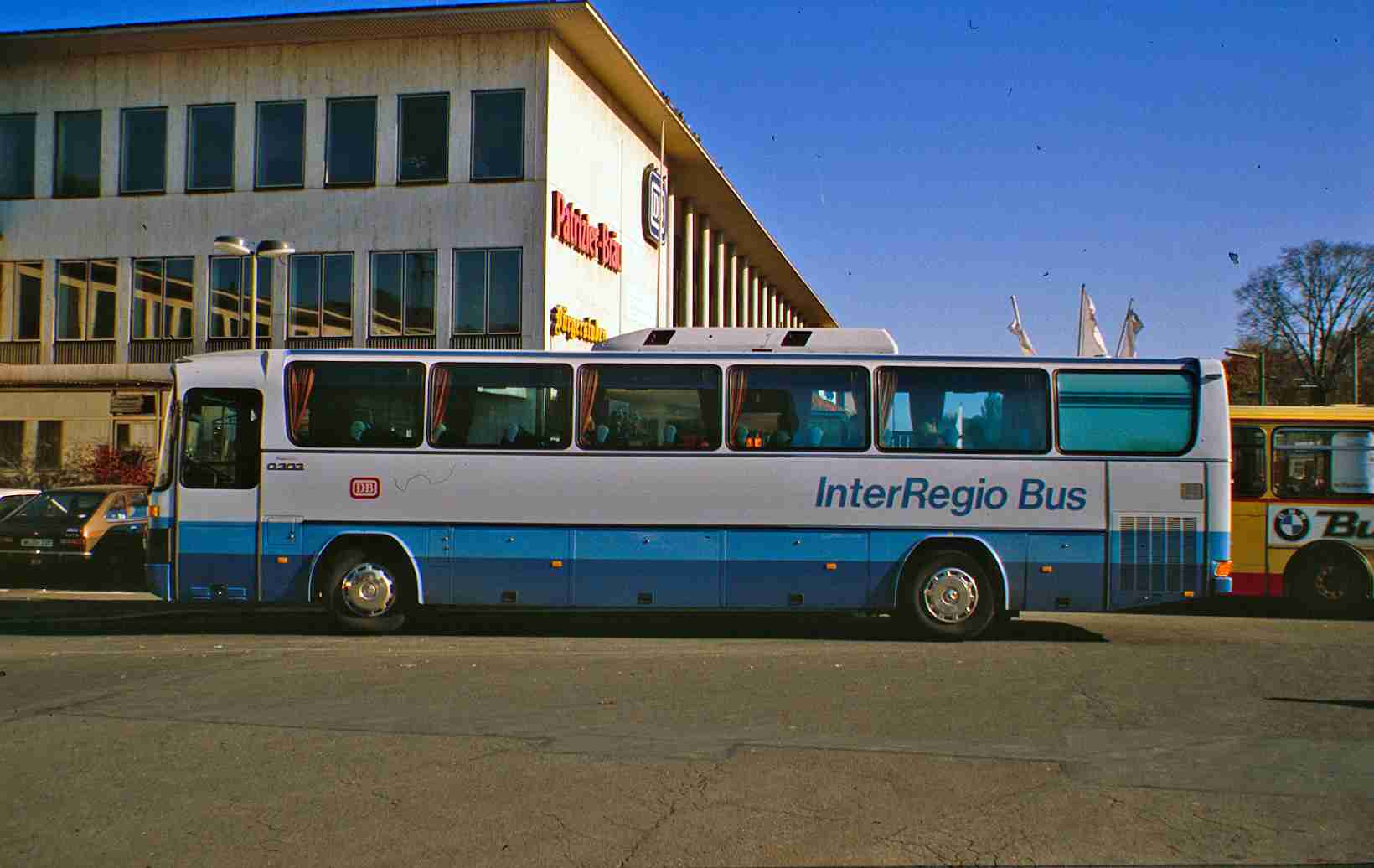
InterRegio-Bus, 1988

Die Produktfarben, seltener auch Produktlackierung oder Produktfarbgebung genannt, waren ein 1986 von der damaligen Deutschen Bundesbahn (DB) eingeführtes Lackierungskonzept für Reisezugwagen, Triebwagen und Lokomotiven. Das Design wurde nach der Deutschen Wiedervereinigung (1990) auch auf die Deutsche Reichsbahn in der ehemaligen Deutschen Demokratischen Republik (DDR) übertragen und schließlich 1994 von der privatwirtschaftlich organisierten Deutschen Bahn AG (DB AG) übernommen. Ab 1996 wurden die Produktfarben durch Verkehrsrot (RAL 3020) gemeinsam mit Lichtgrau (RAL 7035) als Kontrastfarbe als Standardlackierung für alle Fahrzeuge der Deutschen Bahn AG ersetzt.

## Beschreibung
Das Konzept der Produktfarben sah vor, jeweils einer Gruppe von Zuggattungen, einer „Produktfamilie“, eine eigenständige Kennfarbe zuzuweisen, wobei dem damaligen Zeitgeist entsprechend Pastellfarben dominierten:
| InterCityExpress (ICE), ab 1991:                                                                                          | breiter Zierstreifen in Orientrot (RAL 3031), schmaler Zierstreifen in Pastellviolett (RAL 4009) |  |
| InterCity (IC), Eurocity (EC) und Salonwagen:                                                                             | Fensterband Orientrot (RAL 3031), Begleitstreifen Pastellviolett (RAL 4009)                      |  |
| InterRegio (IR), Fern-Express (FD), InterCityNight (ICN), Gesellschaftswagen und Autoreisezugwagen:                       | Fensterband Fernblau (RAL 5023), Begleitstreifen Pastellblau (RAL 5024)                          |  |
| City-Bahn (CB), RegionalBahn (RB) und RegionalSchnellBahn (RSB), ab 1994 auch RegionalExpress (RE) und StadtExpress (SE): | Fensterband Minttürkis (RAL 6033), Begleitstreifen Pastelltürkis (RAL 6034)                      |  |
| S-Bahn (S) Frankfurt, München, Nürnberg, Rhein-Ruhr und Stuttgart:                                                        | Fensterband Lachsorange (RAL 2012), Begleitstreifen Pastellgelb (RAL 1034)                       |  |
| Lokomotiven, ausgenommen solche der S-Bahn Nürnberg und der S-Bahn Rhein-Ruhr:                                            | Orientrot (RAL 3031), mit weißer Kontrastfläche in Form eines Lätzchens an der Front             |  |

- gleich waren bei allen Wagen hingegen folgende Bereiche:
  - Wagenkasten unten, Langträger und Wagendach seitlich (Vouten): Lichtgrau (RAL 7035)[3]
  - Wagendach oben: zunächst Lichtgrau (RAL 7035)[2], später ab ca. 1989 Fenstergrau (RAL 7040) [4]; Ausnahmen: beim ICE Lichtgrau, bei einigen Wagen mit Dach aus rostfreiem Stahl blieb dieses unlackiert[3]
  - Fensterrahmen: Fenstergrau (RAL 7040)
  - Einstiegstüren von innen: Orientrot (RAL 3031), außer beim ICE
  - Drehgestelle und Schürzen: Graubraun (RAL 8019) ; Ausnahme: beim ICE Quarzgrau (RAL 7039) [3]
- der Begleitstreifen unterhalb des Fensterbandes war im Regelfall 26 Zentimeter breit,[3][5] lediglich bei den S-Bahn-Fahrzeugen sowie den Talgo-Nachtzügen fiel er deutlich schmaler aus
- die erste Wagenklasse war nur bei den Nahverkehrs- und S-Bahn-Wagen mit einem zusätzlichen Streifen unterhalb der Dachkante gekennzeichnet, dieser war Verkehrsgelb (RAL 1023) [3]
- die Autoreisezugwagen waren bauartbedingt komplett Fernblau (RAL 5023) lackiert
- die InterRegio-Busse waren zwar in den gleichen Farben lackiert wie die Züge, hatten jedoch eine umgekehrte Farbaufteilung

## Geschichte
1984 beauftragte die Deutsche Bundesbahn die Design-Agentur Keysselitz damit, ihr gesamtes Corporate Design neu zu gestalten. Dabei wurde ein Konzept entwickelt, das verschiedene Kombinationen aus erdbeerrot, grauweiß und saphirblau vorsah. Die Unterscheidung der verschiedenen Produktfamilien erfolgte dabei über unterschiedliche Reihenfolgen dieser drei Farben.
Als Alternative entwickelte das hauseigene Design-Center der DB ein Farbschema mit einheitlichem Grundanstrich in grauweiß mit blaugrünem Fensterband, in dem die Produktfamilien nur über unterschiedliche Zierstreifen unterschieden wurden. Beide Schemen wurden jeweils an einem Prototypzug aus einer E-Lokomotive der Baureihe 111 und vier Reisezugwagen angewendet. Beide Züge wurden am 23. September 1985 im Bahnhof Hockenheim präsentiert.
Letztlich wurde der Keysselitz-Entwurf als zu bunt eingeschätzt, während beim Entwurf des Design-Centers die Produktdifferenzierung zu dezent ausfiel. Zur besseren Entscheidung der Produktfamilien schlug daraufhin das Büro BPR/Fritz Fuchs vier Farbklänge für vier Produktkategorien vor. Dies erfolgte durch die unterschiedliche farbliche Gestaltung der Fensterbänder, mit den Farben Orientrot und Pastellviolett für den schnellen Fernverkehr („Choleriker“), Fernblau und Pastellblau für Fernzüge („Melancholiker“), Minttürkis und Pastelltürkis für Regionalzüge  („Phlegmatiker“) und Lachsorange für S-Bahnen in Ballungszentren („Sanguiniker“). Die Zuordnung der Charaktereigenschaften basierte auf Johann Wolfgang von Goethes vier Temperamenten. Die ganzflächig orientroten Triebfahrzeuge sollten hingegen universell einsetzbar sein.
Im Detail wurden zuvor zahlreiche unterschiedliche Farben sowie unterschiedliche Anordnungen und Breiten der farbigen Streifen im Maßstab 1:1 an dafür zur Verfügung stehenden Reisezugwagen untersucht. Dabei wurden auch Varianten mit am Wagenende zum Fahrzeugrahmen herunter- beziehungsweise zur Dachunterkante heraufgezogenen Streifen erprobt. Hierzu wurde wiederholt ein spezieller Farbmusterzug gebildet, dieser bestand aus zwei Liegewagen (Gattung Bcm241 bzw. Bcm251, beschriftet als ABm241), welche die beiden neuen Farben des Fernverkehrs symbolisierten und zwei n-Wagen (Gattung Bnb719) in den beiden neuen Farben des Nahverkehrs. Die Ausweitung des für den InterCityExperimental entwickelten Farbschemas mit weißen Wagenkasten und rotem Zierstreifen auf Reisezugwagen wurde erwogen, aber noch vor den praktischen Farbversuchen an Reisezugwagen als „unbefriedigend“ verworfen. Man befürchtete auch eine Abwertung des neuen Produkts ICE.
Das endgültige neue Farbkonzept stellte die Deutsche Bundesbahn am 10. Dezember 1986 im Frankfurter Hauptbahnhof der Öffentlichkeit vor. Letztlich gelangte keiner der vier Wagen je in dieser Lackierung in den regulären Betriebsdienst. Gezogen wurde die Garnitur von der Lokomotive 111 068-3, ihres Zeichens die erste Maschine im neuen Design. Auch die Modelleisenbahn-Hersteller reagierten mit der Vorstellung entsprechender Neuheiten schon auf der Nürnberger Spielwarenmesse von 1987. Für die Farben des Fensterbandes und des Absetzstreifens darunter wurden noch bei der Präsentation Farben der Wiederhold-Farbtafel verwendet, vor der Serienanwendung wurde diese jedoch in der RAL-Farbtafel ergänzt. Die Dächer waren nicht nur bei den Prototypen, sondern auch bei den ersten Serienfahrzeugen noch lichtgrau (RAL 7035) lackiert. Wegen der starken Verschmutzungsanfälligkeit dieser hellen Farbe wurde diese später durch Fenstergrau (RAL 7040) ersetzt, wobei über dem Fenster ein schmaler, 20 Zentimeter breiter Streifen in Lichtgrau belassen wurde, die sogenannte „Waschkante“.
Die neuen Farben lösten dabei gleichzeitig das elfenbein-ozeanblaue Farbkonzept von 1974, die Pop-Lackierung von 1969, die elfenbein-purpurrote Trans-Europ-Express-Lackierung von 1957 sowie später alle Lackierungsvarianten der Deutschen Reichsbahn ab. Bei den S-Bahnen in Westdeutschland änderte sich die Farbgebung dabei nur geringfügig gegenüber der früheren Pop-Lackierung in reinorange/kieselgrau. Im Gegenzug dazu lackierte die Deutsche Reichsbahn ihre S-Bahn-Wagen abweichend davon analog zu den Regionalzügen minttürkis/pastelltürkis/lichtgrau, ebenso erhielten die S-Bahn-Lokomotiven im Osten die Standardlackierung Orientrot. Ferner orientierte sich das ICE-Seriendesign weitgehend am InterCityExperimental von 1985.
Grundsätzlich erhielten zunächst nur neue beziehungsweise modernisierte Fahrzeuge die Produktfarben, wodurch sich die Umsetzung des Farbkonzepts über viele Jahre hinzog und letztlich nie abgeschlossen werden konnte. Im Gegenzug konnten die Fahrgäste bereits von außen erkennen, dass es sich um einen zeitgemäßen Zug handelte. Um schneller zu einem einheitlichen Erscheinungsbild der Züge zu kommen, wurden allerdings bald auch viele Abteilwagen der Gattung Bm235 ohne weitere Modernisierungsmaßnahmen in die Intercity-Produktfarben orientrot/pastellviolett/lichtgrau umlackiert. Im Nahverkehr galt dies für drei Doppeltriebwagen der Baureihe 628.0, die ebenfalls ohne Redesign eine minttürkis/pastelltürkis/lichtgraue Lackierung erhielten.
Darüber hinaus korrespondierte – entsprechend der damals gültigen Corporate Identity – auch die Innenraumgestaltung farblich stets mit der Außenlackierung. Später kamen noch neutral lackierte Gepäckwagen hinzu, die – unabhängig von der Zuggattung – zunächst ein verkehrsgraues (RAL 7042) Fensterband und einen achatgrauen (RAL 7038) Begleitstreifen aufwiesen. In den 1990er-Jahren verkehrten dann aber zum Zwecke der Fahrradmitnahme in Regionalzügen auch minttürkis/pastelltürkis/lichtgraue Gepäckwagen. Ferner existierten einige Bahndienstfahrzeuge mit dunkelgelbem Fensterband und hellgelbem respektive grauem Begleitstreifen. Für Bahnpostwagen war seitens der Deutschen Bundesbahn ebenfalls das verkehrsgrau/achatgraue Design vorgesehen, während die Deutsche Bundespost die den Bahndienstfahrzeugen vorbehaltene gelbe Lackierung präferierte. Weil sich die beiden Staatsbetriebe nicht einigen konnten, behielten die Postwagen damals ihre traditionellen Anstriche in chromoxidgrün beziehungsweise elfenbein-ozeanblau.
Mit der Modernisierung und neuen Farbgebung wurden auch neue Zuggattungen eingeführt. Im Fernverkehr wurden ab 1987 wie in zahlreichen europäischen Ländern die Trans-Europ-Express bzw. internationale Intercity-Züge vom EuroCity abgelöst. Auf untergeordneten Fernstrecken überwiegend im Inland ersetzte ab 1988 der InterRegio die verbliebenen Schnellzüge im Tagesverkehr.
Im Nahverkehr traten an die Stelle der traditionellen Zuggattungen Eilzug und Nahverkehrszug die RegionalSchnellBahn, die CityBahn und die RegionalBahn. Während einer Übergangszeit bis zum 1. Januar 1995 galten diese neuen Zuggattungen nur für Züge im Taktverkehr aus neuen beziehungsweise modernisierten Fahrzeugen in Produktfarben; unmodernisierte Züge verkehrten weiter unter ihrer alten Bezeichnung.
Auf Güterwagen wirkten sich die Produktfarben nicht aus, diese blieben überwiegend RAL 8012 rotbraun lackiert. Gleiches galt für die Bahnbusse, die abgesehen vom InterRegio-Bus, ihren erst Mitte der 1980er Jahre eingeführten himbeerroten Anstrich behielten.
Mit der Einführung der Produktfarben wurde auch die Beschilderung auf den Bahnhöfen überarbeitet. Die Bahnhofsschilder blieben weiß, erhielten jedoch einen fernblauen Rahmen und der Bahnhofsname wurde schwarz in Groß- und Kleinschreibung in halbfetter Helvetica geschrieben, statt wie zuvor in einer Futura-Variante in Versalien.
Ab Einführung der Produktfarben wurde das Logo der Deutschen Bundesbahn einheitlich orientrot und weiß ausgeführt, statt wie bisher schwarz/weiß beziehungsweise der Farbgebung des Fahrzeuges angepasst. Teilweise waren orientrote Logos auch auf Fahrzeugen älterer Farbgebungen zu finden. In Folge der Bahnreform von 1994 trat die neue DB AG dann zwar mit einem neuen vereinfachten Logo auf, behielt aber die 1986 eingeführte Farbaufteilung bei.

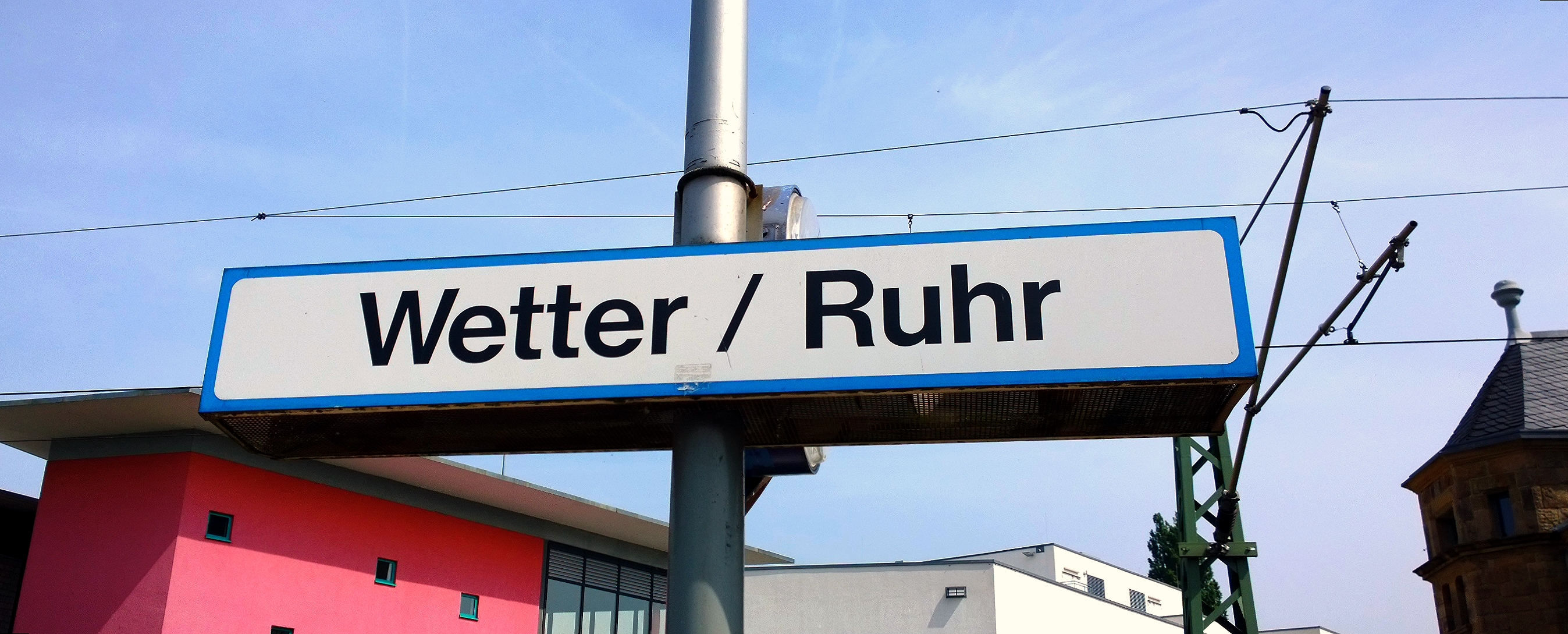
Historisches Bahnhofsschild mit fernblauer Umrandung
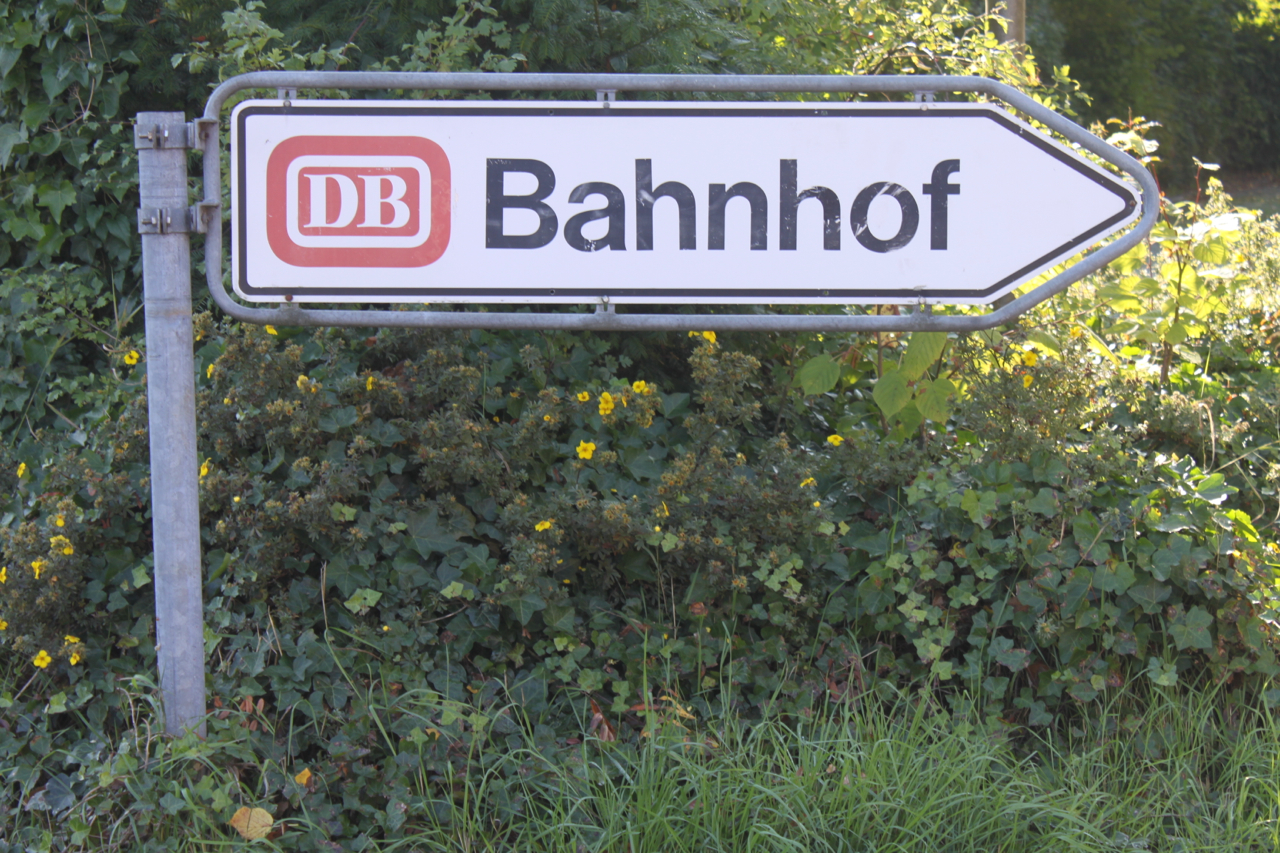
Logo der Deutschen Bundesbahn in orientroter Farbgebung
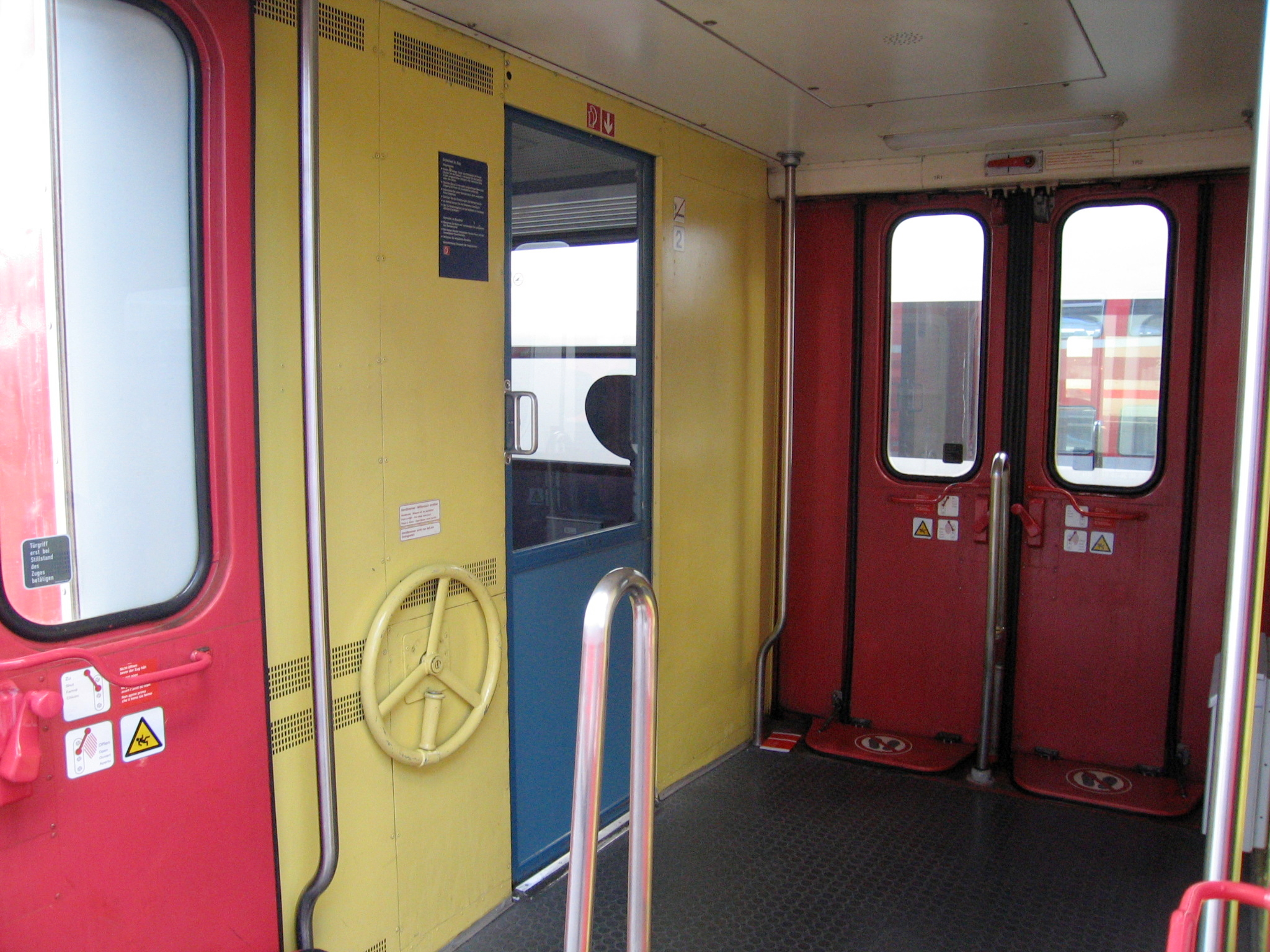
Orientrote Innenseiten der Türen eines n-Wagens

## Ab Werk in Produktfarben ausgelieferte Schienenfahrzeuge

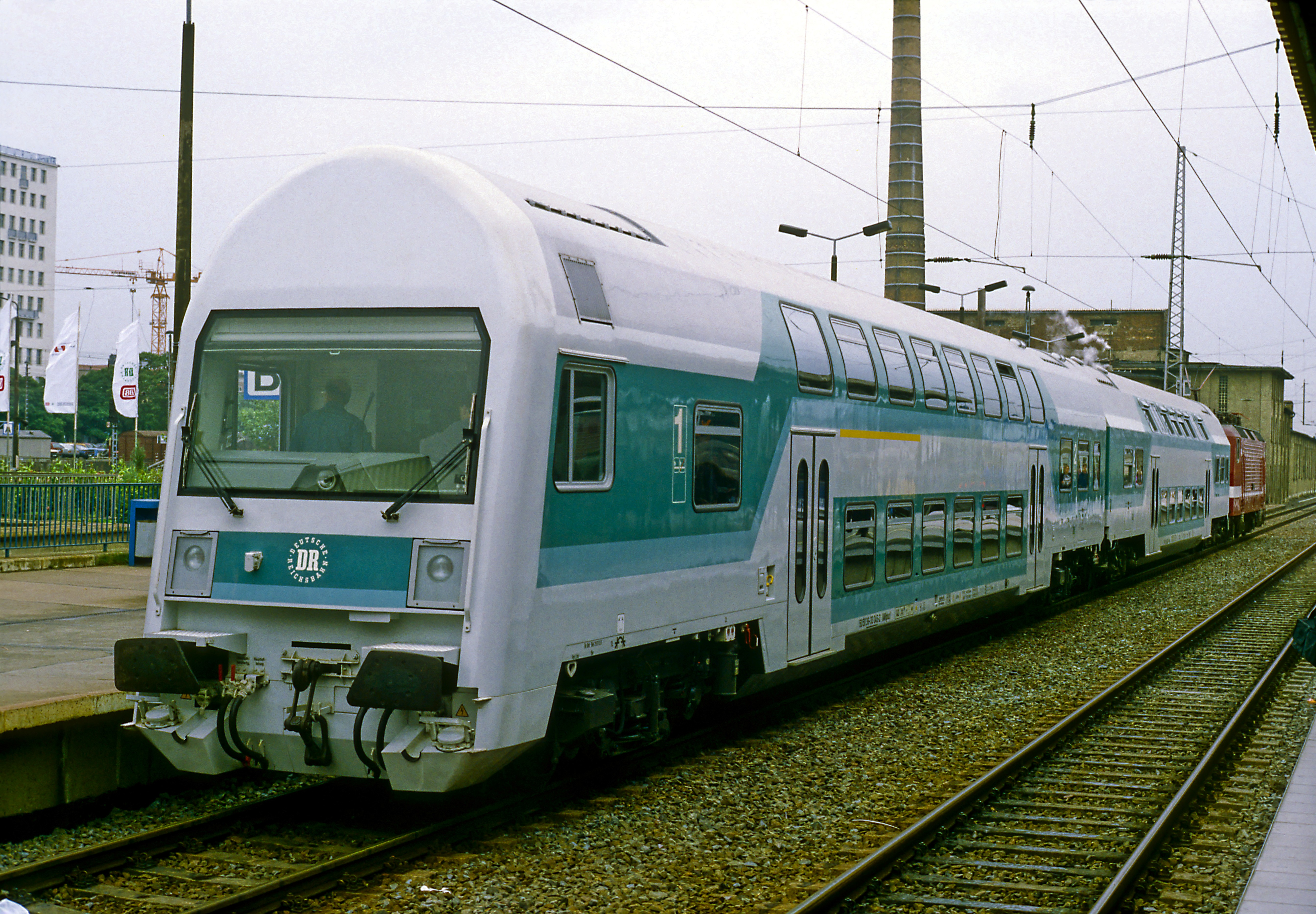
Doppelstocksteuerwagen DABgbuzf^{760} im Anlieferungszustand im Bahnhof Magdeburg Hbf, 27. Mai 1993

Alle Triebzüge des ICE 1 und ICE 2 erhielten ab Werk die Farbgebung in lichtgrau mit einem Streifen in orientrot/pastellviolett.
Die komplette Serie der Baureihe 120.1 wurde ab Werk orientrot lackiert. Die DR beschaffte in dieser Farbe die Baureihe 212 (später als 112 bezeichnet) und eine der vier Lokomotiven der Baureihe 252 (später 156).
Die für EC/IC-Züge beschafften Wagen Bvmz185 sowie ein Teil der Bomz236 wurden in orientrot/pastellviolett/lichtgrau ausgeliefert.
Ein weiterer Teil der Bomz236 sowie die Amz210 wurden in fernblau/pastellblau/lichtgrau beschafft. In dieser Farbgebung wurden ebenfalls die Talgo-Zugeinheiten für den InterCityNight ausgeliefert. Diese blieben die einzigen Fahrzeuge des Nachtreiseverkehrs in Produktfarben; andere Nachtreisezüge, soweit nicht von der City Night Line CNL AG betrieben, behielten in dieser Epoche die alten Farbgebungen in kobaltblau bzw. elfenbein/ozeanblau.
Alle Triebzüge der Baureihen 610, 611, 628.2, 628.4 und 628.9/629 wurden in den Nahverkehrsfarben minttürkis/pastelltürkis/lichtgrau ausgeliefert. Dies betraf ebenso die Doppelstockwagen der Serien 1992 bis 1997, dies sind die Steuerwagen DABbuzf760, DBbzf761 und DABpbzf762 sowie die Mittelwagen DBz750, DB(p)z751, DABz755 und DAB(p)z756.
Die ab 1989 ausgelieferte siebte und achte Bauserie der Baureihe 420, ausgenommen die sechs Züge 425 bis 430 im pastellblauen Munich-Airport-Express-Design, sowie die zweite, dritte und vierte Bauserie der x-Wagen trugen bereits von Beginn an die S-Bahn-Farben lachsorange/pastellorange/lichtgrau.

## Umbauprogramme in Produktfarben
Während der Produktfarben-Epoche nahmen die DB und DR mehrere Programme zur Modernisierung ihrer Reisezugwagen und Triebwagen vor.
Die Wagen für den EuroCity/InterCity-Verkehr, darunter ehemalige TEE- und Eurofima-Wagen, wurden ab 1987 neu orientrot/pastellviolett/lichtgrau lackiert und teilweise druckertüchtigt. Die Farbgebung der Inneneinrichtung wurde dabei aktualisiert. Ehemalige Quick-Pick-Speisewagen WRbumz139 wurden in Bordrestaurants WRmz137 umgebaut und in Produktfarben lackiert.
Ab 1995 entstanden für Fernverkehrs-Wendezüge Steuerwagen Bimdzf269 aus noch von der DR beschafften UIC-Z-Wagen, die teilweise in IC-Farben lackiert wurden. Zur Anbindung von Wiesbaden an das Intercity-System wurden die Nahverkehrswagen-Prototypen von Linke-Hofmann-Busch für Kurzstrecken-IC Wiesbaden-City umgebaut und orientrot/pastellviolett/lichtgrau lackiert. Ein weiterer Teil der Steuerwagen Bimdzf269 war für den IR-Einsatz vorgesehen und wurde entsprechend lackiert.
Die meisten Wagen in den Farben fernblau/pastellblau/lichtgrau des sonstigen Fernverkehrs waren die für den InterRegio umgebauten UIC-X-Wagen der DB und UIC-Z-Wagen der DR.
Zahlreiche n-Wagen, Halberstädter Mitteleinstiegswagen und Doppelstockwagen der DR sowie einzelne UIC-Z-Wagen der Gattungen Bom280.1 und ABbd 406 sowie Reko-Wagen der Gattung Bbd499 wurden modernisiert und erhielten dabei die Nahverkehrsfarben minttürkis/pastelltürkis/lichtgrau. Bei den Dieseltriebwagen betraf dies die Baureihen 614, 624/634 und 771/772 sowie einzelne Fahrzeuge der Baureihen 798/998 für die Chiemgau-Bahn. Von den Akkutriebwagen der Baureihe 515 wurden wiederum nur diejenigen für den Einsatz auf der sogenannten Nokia-Bahn modernisiert und umlackiert. Einen Sonderfall stellte die Lokomotive 234 304 dar. Sie wurde 1995 – als einzige Lokomotive überhaupt – ihrem damaligen Haupteinsatzgebiet entsprechend ebenfalls in den Produktfarben des Nahverkehrs lackiert.

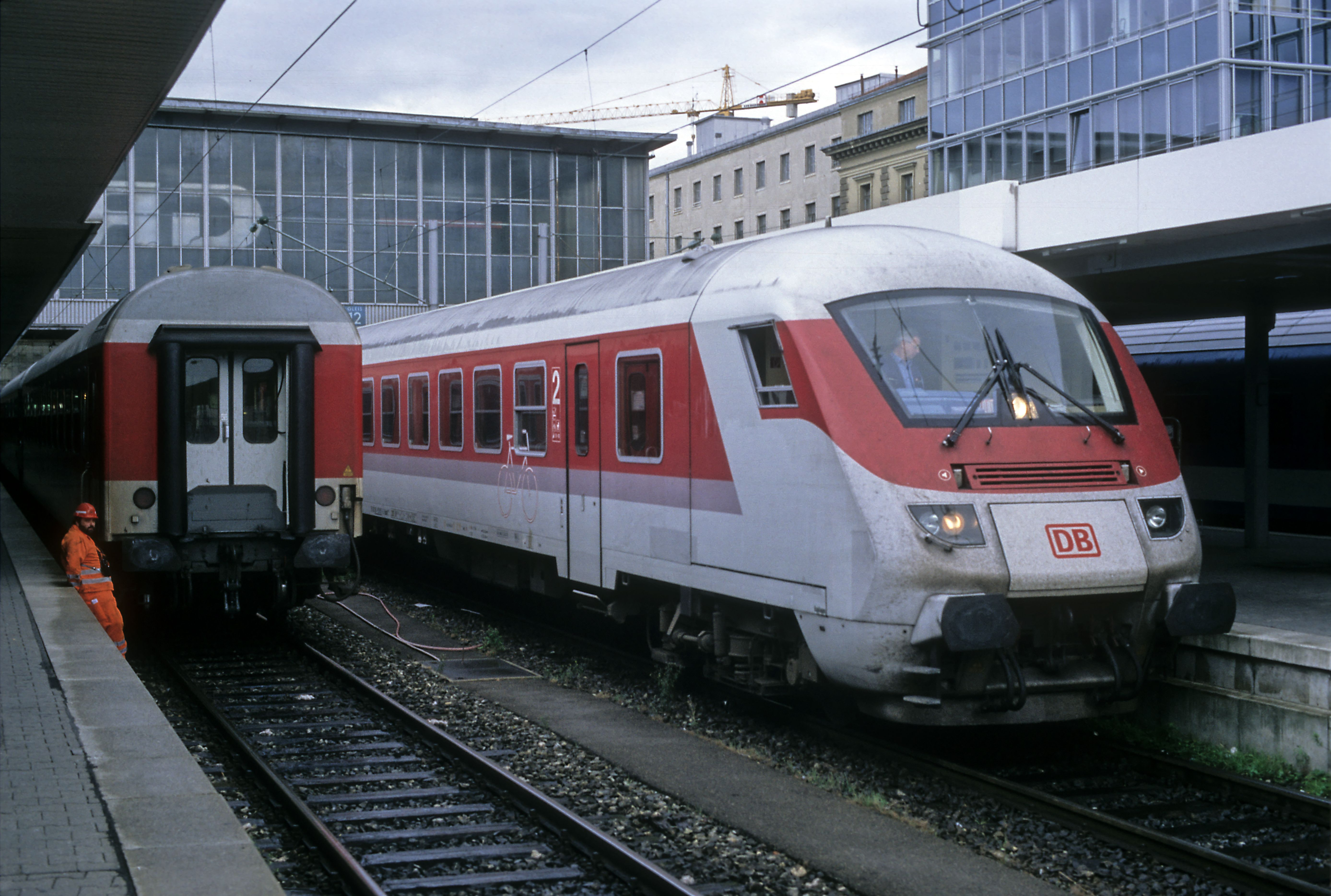
IC-Steuerwagen Bimdzf269.2 München Hbf
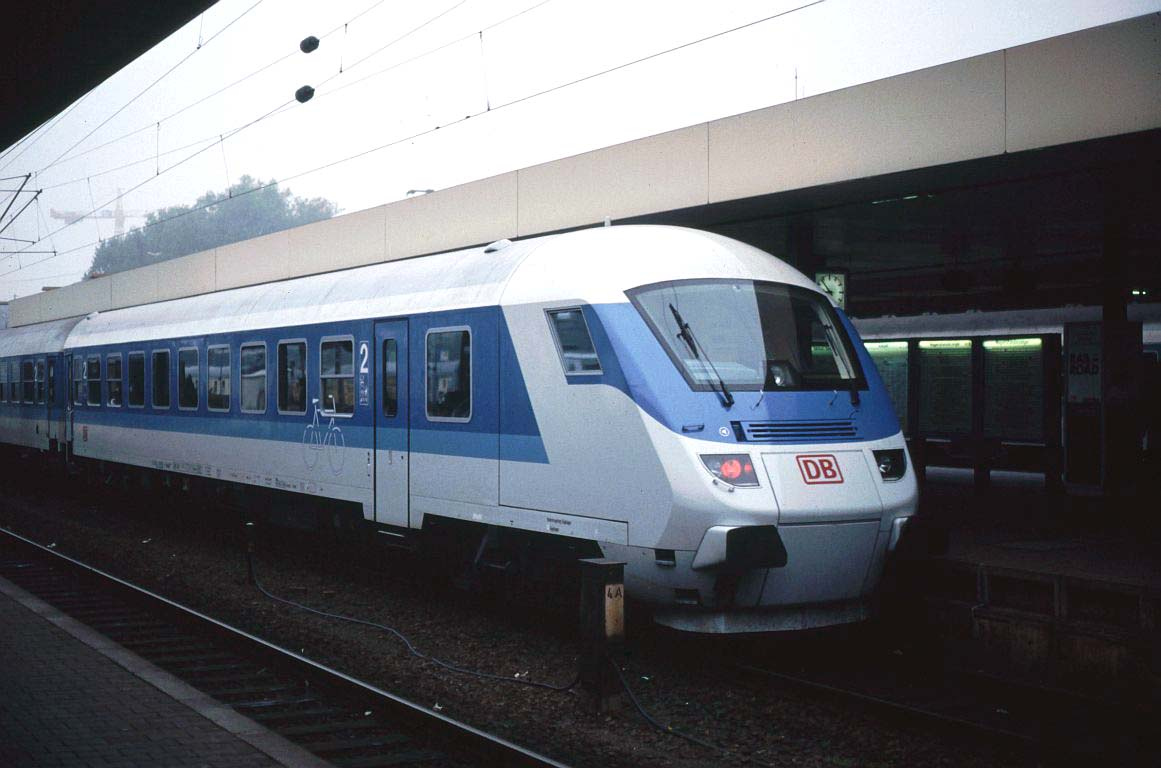
IR-Steuerwagen Bimdzf269.2 Heidelberg Hbf
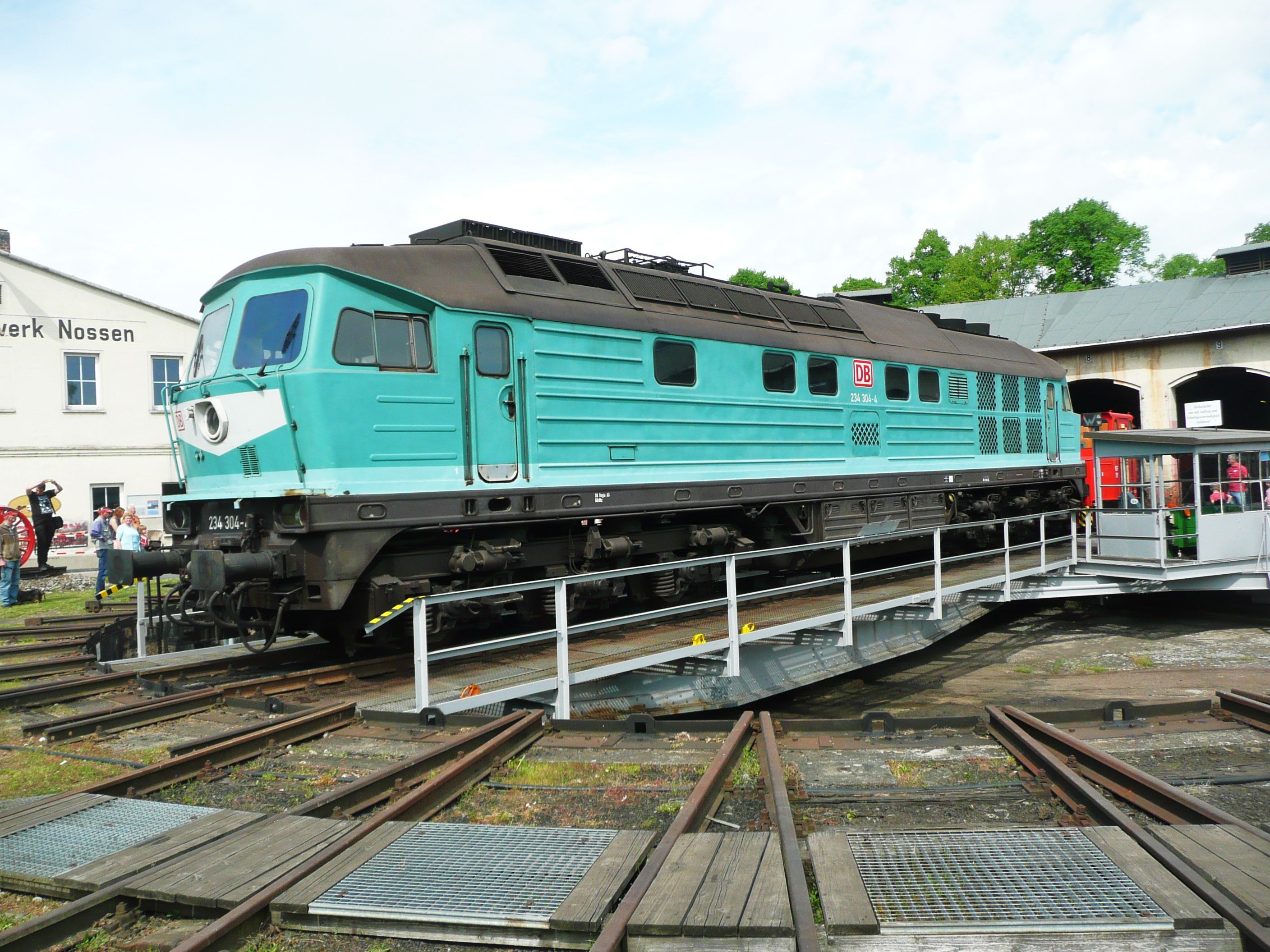
234 304, hier 2017 im Bahnhof Nossen, war die einzige Lokomotive in den Produktfarben des Nahverkehrs
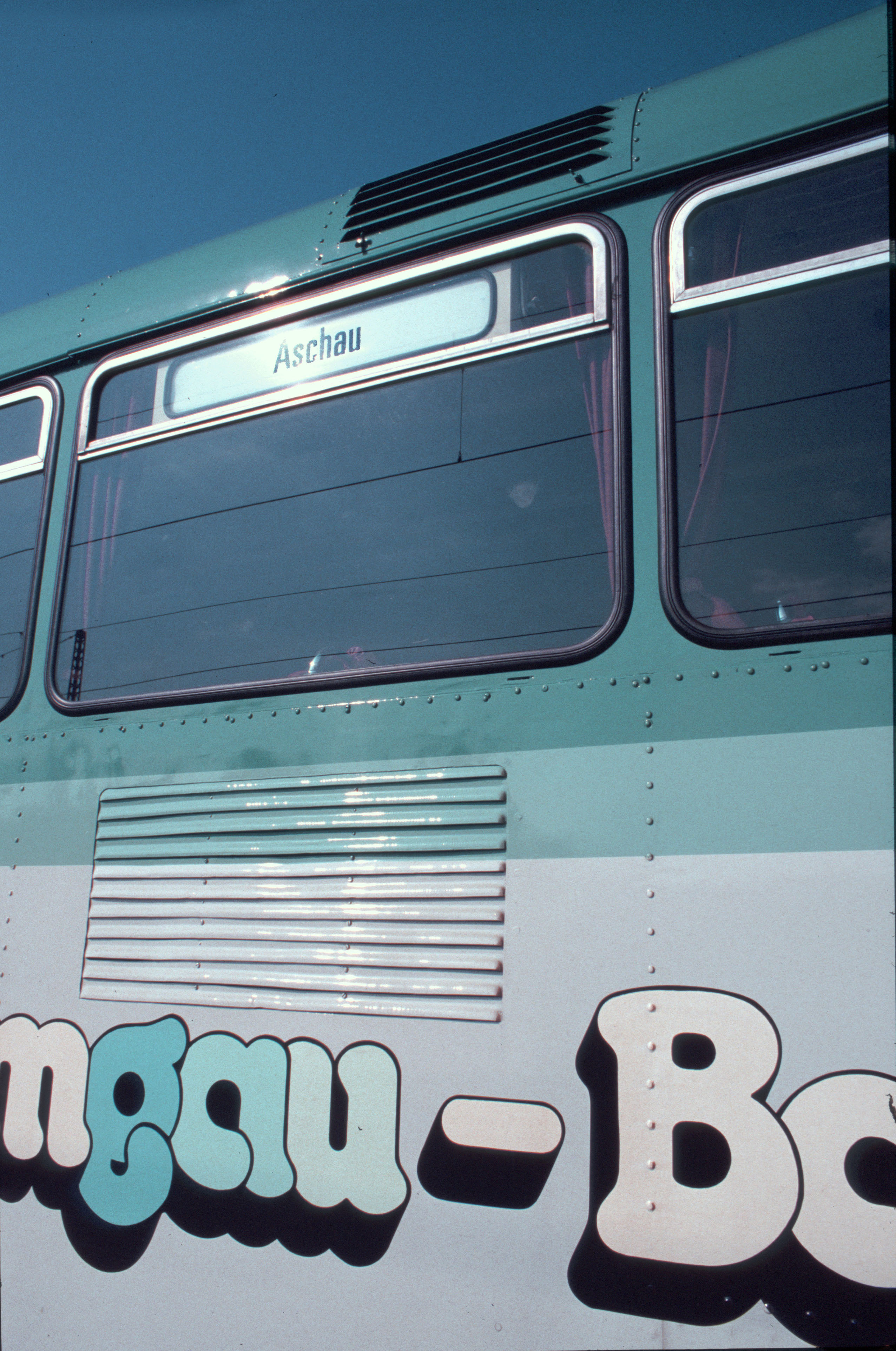
Schienenbus mit farblich angepasster Zusatzaufschrift Chiemgau-Bahn
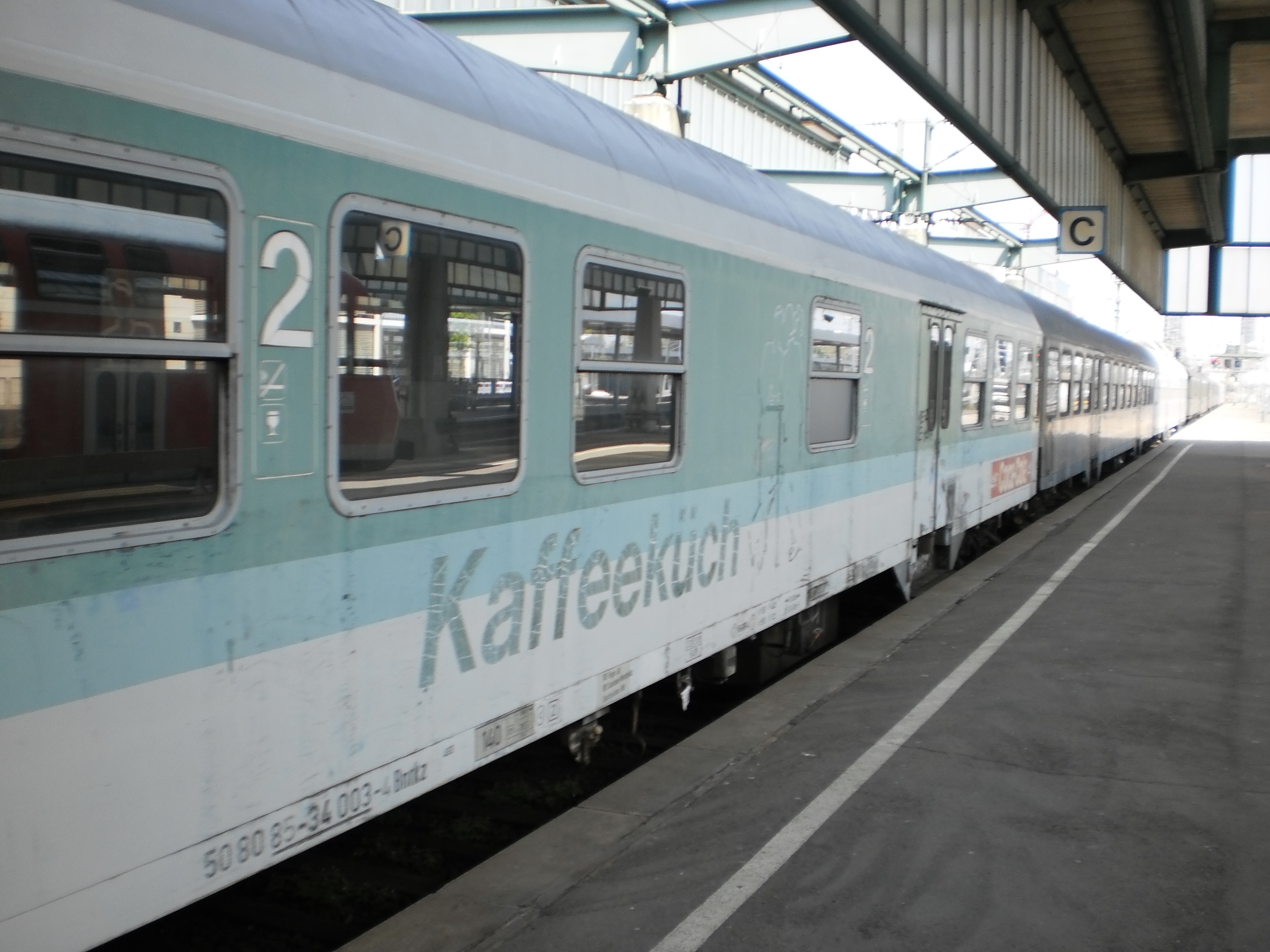
Kaffeeküch-Aufschrift auf einem n-Wagen

## DB-Produktfarben bei anderen Bahngesellschaften

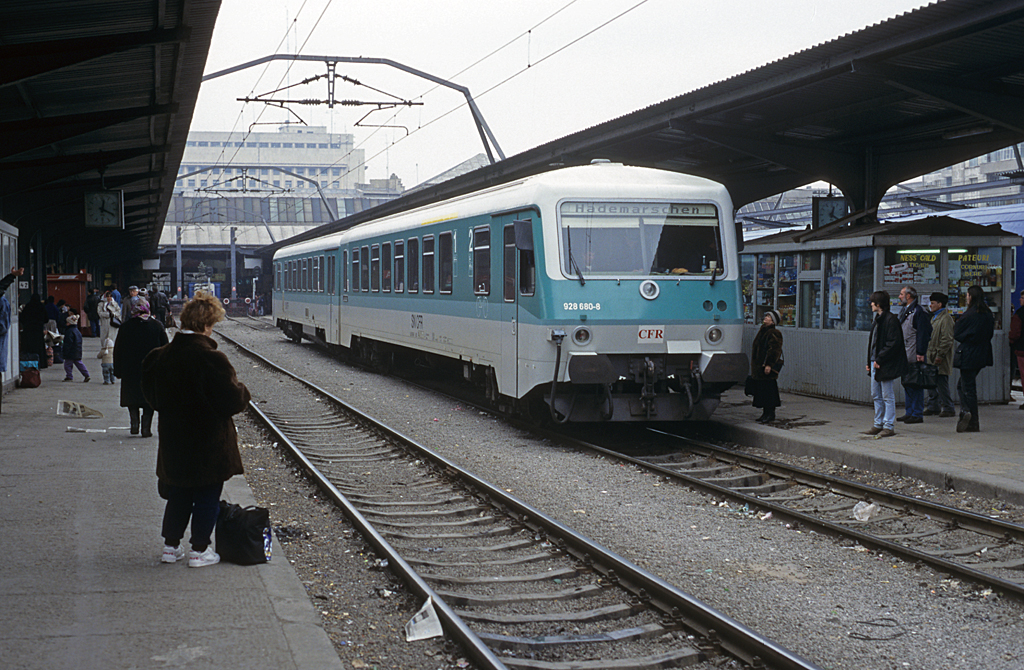
Rumänischer Triebwagen in DB-Produktfarben, 1997

Weil aus der laufenden Produktion der Baureihe 628.4 für die DB auch einzelne Exemplare für andere Bahngesellschaften abgezweigt wurden, waren die Produktfarben des Nahverkehrs zeitweise auch bei den Eisenbahnen und Verkehrsbetriebe Elbe-Weser (fünf Triebzüge) bei der rumänischen Staatsbahn Căile Ferate Române (zwei Triebzüge), der luxemburgischen Staatsbahn Société Nationale des Chemins de Fer Luxembourgeois (zwei Triebzüge) sowie der Westerwaldbahn GmbH (zwei Triebzüge) anzutreffen. Letztere lackierte darüber hinaus auch ihre beiden Altbauwagen VS 23 und VT 24 entsprechend, um ein einheitliches Erscheinungsbild zu gewährleisten.